# 普烏圖斯克縣

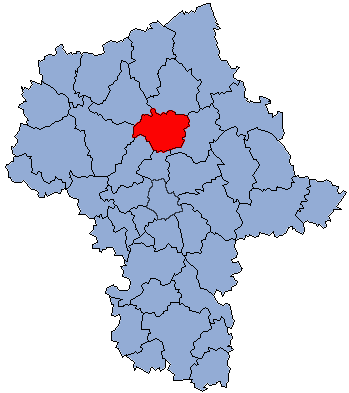

52°42′N 21°5′E / 52.700°N 21.083°E
普烏圖斯克縣（波蘭語：Powiat pułtuski），是波蘭的縣份，位於該國中東部，由馬佐夫舍省負責管轄，首府設於普烏圖斯克，面積829平方公里，2006年人口51,033，人口密度每平方公里62人。